# Christer Pettersson

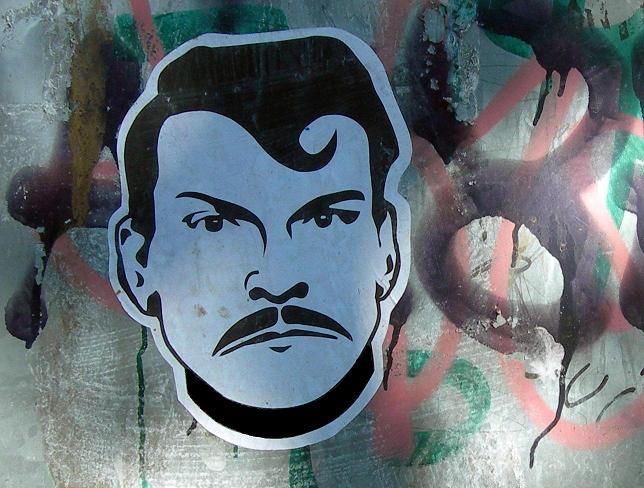
Ett gatukonstverk med Christer Pettersson.

Carl Gustaf Christer Pettersson, född 23 april 1947 i Solna församling i Stockholms län, död 29 september 2004 i Råsunda församling i Stockholms län, var en svensk man som av Stockholms tingsrätt i juni 1989 dömdes som skyldig till mordet på Olof Palme i februari 1986. En enig Svea hovrätt frikände Pettersson i november 1989.
Pettersson hade i december 1970 gjort sig skyldig till dråp och dömdes för detta till sluten psykiatrisk vård (enligt lagen LSPV). Pettersson var svårt alkohol- och drogberoende och utförde under sitt liv en lång rad andra brott, bland annat mordförsök. Han är den enda person som blivit åtalad för mordet på Palme (även om Palmegruppen under åklagare Krister Peterssons ledning sommaren 2020 förklarade den då avlidne Stig Engström som mest trolig gärningsman).

## Uppväxt
Christer Pettersson föddes 1947 i Solna som son till Roland Pettersson (1916–1977) och hans hustru Inga Maria Hansson (1918–1973). Han växte upp på Östervägen (dåvarande Ryttargatan) i Solna. Familjen var relativt välbeställd, fadern arbetade som kamrer först på Fortifikationsförvaltningen och senare på en rörfirma. Han var dock alkoholiserad och var 1957 inlagd på Albyhemmet. Föräldrarna var separerade en tid under Christer Petterssons uppväxt men återförenades. Pettersson hade två yngre systrar (födda 1953 och 1960).
Pettersson började tidigt stjäla; redan som nioåring stal han en plånbok och blev påkommen, vilket ledde till att han fick besöka en psykolog. Fler stölder i tioårsåldern ledde till att Christer Pettersson skickades som sommarbarn till ett jordbruk i Skåne. Detta upprepades varje sommar tills han var 17 år. Hans mor såg även till att Pettersson fick börja med teater på Birkagården. Han ansågs lovande och skickades så småningom till Vår teater på Medborgarhuset i Stockholm.
När han var 15 år hamnade han i bråk om en cigarett utanför porten till bostadshuset. Han fick ett slag mot högra ögat som först inte verkade så allvarligt, men en vecka senare förlorade han medvetandet och fördes till sjukhus. Diagnosen blev hjärnskakning och ett kraftigt epilepsianfall utlöst av hjärnskakningen, eventuellt på grund av en blödning. Pettersson blev kvar två veckor på sjukhuset men dåtidens medicinska teknik kunde inte fastställa någon särskild hjärnskada förutom epilepsin.
Efter folkskola följde studier vid Vasa Real. Han blev dock underkänd vid realexamen 1964. Vid den tiden hade Pettersson börjat hänga med andra ungdomar på Stockholms centralstation. Ett inbrott på ett konditori ledde till att han häktades men slapp åtal på grund av sin låga ålder och i stället fick han en övervakare. Efter skolan arbetade han tillfälligt på ett tryckeri men började på hösten 1965, efter att en andra gång misslyckats med realexamen, vid Calle Flygares teaterskola. Han var en av 16 antagna i hård konkurrens; en av hans klasskamrater var Ulf Brunnberg. Pettersson fortsatte begå mindre brott som fylleri, snatteri, inbrott och stölder men dömdes bara till böter, skyddstillsyn och öppen psykiatrisk vård. I början på vårterminen 1967 fick han sluta på Calle Flygares teaterskola eftersom han inte passade tider och ibland uteblev. Under samma period började Pettersson använda narkotika.
Under 1967 blev Christer Pettersson häktad för en rad nya brott och sedan dömd till ungdomsfängelse. Han släpptes ut tidigt eftersom hans far ordnat arbete åt honom hos filmaren Bo Wanngård. Strax därefter påbörjade Pettersson värnpliktsutbildning på I21 i Sollefteå, men den avbröts efter sex månader. När han återvände till Stockholm kom han för första gången i kontakt med den då nya drogen amfetamin. Han fortsatte arbeta hos Wanngård, bland annat vid inspelningen av I huvet på en gammal gubbe, men fick så småningom sparken efter att ha förfalskat en check. De närmast följande åren präglades av tilltagande missbruk och fler brott. 1970 dömdes han till sluten psykiatrisk vård men skrevs ut efter bara elva veckor.

## Bajonettdråpet
Den 20 december 1970 knivhögg Pettersson en för honom okänd person till döds på Kungsgatan i Stockholm. Pettersson hade blivit knuffad av en berusad man i julhandeln och därefter hamnat i handgemäng med mannen och dennes kamrat. När slagsmålet tycktes vara över sparkade mannen mot Petterssons kasse med inhandlade julklappar och bland annat ett gosedjur, inhandlat till en av hans systrar, föll ut och blev smutsigt av snömodden. Pettersson jagade då ifatt mannen och stack en bajonett i bröstet på honom. Offret avled och Pettersson dömdes till sluten psykiatrisk vård för dråp. Pettersson erkände många år senare i en radiointervju att det hela mycket väl kunde ha ansetts som mord då han sekunderna innan knivhugget meddelat sitt offer att "Nu ska du dö...!" Ett och ett halvt år senare friskförklarades Pettersson och släpptes fri. Dådet begicks i samma kvarter som Palmemordet.

## Tingsrättsdomen i Palmemordsrättegången
Efter en tids spaning greps Pettersson av polisen misstänkt för mordet på statsminister Olof Palme. Han anhölls den 14 december 1988, häktades den 16 december, och blev för allmänheten känd som "41-åringen" och senare "42-åringen". Han fälldes för detta mord den 27 juli 1989 av Stockholms tingsrätt. Pettersson identifierades av bland andra Lisbeth Palme samt flera andra personer. Emellertid var domstolen oenig, 3–2, för att döma honom. Frågan om vittnesmålens bevisvärde var den främsta orsaken till denna oenighet och eftersom de två juristerna båda röstade för friande ansågs förutsättningarna för ett överklagande vara utomordentligt goda för honom. Att de tre nämndemännen körde över juristdomarna ansågs redan då domen meddelades som anmärkningsvärt.[källa behövs] I brottmål i svensk domstol skall den tilltalade frikännas, om minst hälften av domarna röstar för friande dom.

## Frikänd av Svea hovrätt
Torsdagen den 2 november 1989 friades han av en enig Svea hovrätt på grund av för svag bevisning enligt ovan. Gällande Lisbeth Palme, som var det enda vittne vilket varit riktigt nära gärningsmannen, hade hennes (ursprungliga) utpekande av Pettersson präglats av extremt grova misstag från polisens sida.[källa behövs] Exempelvis hade hon före vittneskonfrontationen fått veta att den misstänkte var alkoholist. Samtliga övriga deltagare i vittnesparaden var poliser, dessutom hade Pettersson haft på sig vita skor, medan polismännen haft polerade svarta lackskor. "Ja, man ser ju vem som är alkoholist" hade Lisbeth Palme då sagt. Avsaknaden av tekniska bevis talade också för ett frikännande. Inom juristkretsar kom därför den friande domen inte som någon överraskning. Hovrätten fann att det dock förelåg en "betydande sannolikhet" för att Pettersson befunnit sig utanför biografen Grand under mordkvällen, något han själv bestämt förnekade. Men "betydande sannolikhet" innebär samtidigt att det fanns möjlighet att han inte alls var närvarande, och är långt ifrån vad lagen kräver, nämligen "bortom rimligt tvivel". Raden tillfördes möjligen domen för Lisbeth Palmes skull.
Efter att de tre domarna (och de tre nämndemannen) i hovrätten, utöver domaren i tingsrätten, ansett att Pettersson skulle frias, så beslöt riksåklagaren att inte gå vidare till Högsta domstolen.
Den 2 maj 1990 beslutade justitiekansler Hans Stark att Pettersson skulle ersättas med 300 000 kronor för sin tid i häkte. Pettersson hade krävt två miljoner kronor i skadestånd.

## Resningsansökan 1997
År 1997 lämnade en annan riksåklagare in en resningsansökan till Högsta domstolen, som dock valde att inte ta upp målet på nytt. Ettårsfristen, enligt 58 kapitlet, 4 paragrafens andra stycke i rättegångsbalken, anger att ansökan om resning i brottmål som är till men för den tilltalade skall göras inom ett år från det att sökanden fick kännedom om det förhållande som ansökningen grundas på. 
Sannolikhetsrekvisitet gjorde att man inte kunde ha med stora delar av den nya bevisning som kommit fram efter rättegångarna mot Christer Pettersson 1989. Resningsansökan byggde bland annat på advokaten Pelle Svenssons påståenden om att Pettersson skulle ha mördat Palme på uppdrag av den så kallade bombmannen, Lars Tingström. Det fanns även ett flertal nya vittnen, som påstått sig sett Pettersson vid biografen Grand vid 21-tiden mordkvällen och efter mordet, i riksåklagarens resningsansökan, men på grund av ettårsfristen, sannolikhetsrekvisitet och ursäktsrekvisitet (det vill säga om Riksåklagaren i brottmålet mot Christer Pettersson inte kunnat åberopa viss del av den nya bevisningen eller haft giltig ursäkt att inte göra det) kunde de inte anföras i en resningsansökan.
I sin bok Hinsehäxan (2005) skriver Lillemor Östlin att en grupp bestående av en polis, knarklangaren Sigge Cedergren och andra missbrukare och kriminella, kom överens om att sätta dit Pettersson för Palmemordet. Syftet skulle vara belöningen och äran samt att Sigge Cedergren ville bli av med Pettersson, som brukade tvinga till sig knark utan att betala. Enligt Östlin, som dock utgick från andrahandsuppgifter, befann sig Pettersson på mordplatsen utan att vara inblandad.
Riksdagen beslöt 2010 att avskaffa preskriptionstiden för mycket allvarliga brott. Palmemordet är ett av dessa och kommer aldrig att preskriberas.
Pettersson förnekade ända till sin död all inblandning i mordet i alla offentliga sammanhang. Han resonerade dock i vissa intervjuer kring att han, rent hypotetiskt, kunde ha skjutit Palme utan att därefter minnas det. Flera medier betalade honom regelbundet pengar för att ställa upp på intervjuer och uppmuntrade honom att erkänna mordet, vilket blev ett sätt för Pettersson att finansiera sitt missbruk. Bland dessa medier fanns SVT, DN och Robert Aschbergs produktionsbolag Strix, som sände åtskilliga program med Pettersson på TV3. Gert Fylking, som ofta samarbetade med Aschberg, hävdade 2001 att Pettersson erkänt mordet för honom i förtroende. Han skrev en debattartikel i Expressen med detta innehåll, undertecknad av Pettersson, vilket blev enda gången Pettersson satt sitt namn under ett erkännande. Pettersson menade dock att artikelns innehåll var falskt. När Pettersson mötte Fylking i Aschbergs debattprogram förklarade han att han enbart skrivit under artikeln för pengarnas skull. Fylking har emellertid även efter Petterssons död fortsatt att hävda att denne stod fast vid erkännandet när de samtalade privat, men han har inte kunnat bevisa detta.

## Petterssons död
Den 15 september 2004 greps Christer Pettersson i Sollentuna centrum. Polisen gick hårt fram och han skadades i ena armen. På Karolinska universitetssjukhuset konstaterades en fraktur i vänster överarm. Läkarna bedömde att det räckte med bandagering. Efter detta skickades Pettersson till Beroendeakuten vid S:t Görans sjukhus. Journalister från TV4 begav sig till platsen, men de avvisades av ordningsvakter.
Pettersson stannade på Beroendeakuten över natten. Den 16 september skrevs han ut. Strax utanför entrén föll han och slog bakhuvudet i asfalten, antagligen beroende på ett epileptiskt anfall. Han togs in till S:t Görans kirurgakut. Läkarna konstaterade att Pettersson befann sig i ett krampaktigt tillstånd med sänkt medvetandegrad. Efter röntgenundersökning placerades han på en intensivvårdsavdelning, med en fraktur i skallen och allvarliga blödningar i hjärnan. Man bedömde att han måste opereras för att tömma hjärnan på vätska. Operationen skedde på Karolinska universitetssjukhuset. Christer Pettersson återfick aldrig medvetandet utan avled på Karolinska universitetssjukhuset klockan 12.55 den 29 september 2004 till följd av hjärnblödning och organsvikt i samband med skallskadan. Dåvarande statsministern Göran Persson kommenterade dödsfallet med orden "Det är ett tragiskt liv som nu har kommit till sin ände."
Petterssons begravningsgudstjänst hölls i Sollentuna kyrka den 20 januari 2005, som han själv önskat eftersom det hade varit hans hemort och för att han brukade hålla till på torget. Han är begravd på kyrkogården vid Solna kyrka.

## Uppdrag granskning – "Fallet Christer Pettersson"
Under 2017 fick Uppdrag granskning på Sveriges Television ta del av material från Christer Petterssons gamla källarförråd som genomgåtts av filmkollektivet Luftslottet. Säckar med  Petterssons tillhörigheter blev startskottet för en helt ny berättelse om utredningen av mordet på Olof Palme. Uppgifter framkom om att en av Palmegruppens mest hyllade poliser, Thure Nässén, ska ha manipulerat utredningen genom att vid förhör av flera missbrukare påminna om belöningen på 50 miljoner kr (för uppklarandet av mordet) för att de skulle vittna mot Pettersson. Också andra poliser i Palmeutredningen sägs ha lockat missbrukare med utfästelser kring belöningen för att de skulle vittna mot Pettersson.